# Чиганацький сільський округ
Чигана́цький сільський округ (каз. Шығанақ ауылдық округі, рос. Чиганацкий сельский округ) — адміністративна одиниця у складі Мойинкумськогорайону Жамбильської області Казахстану. Адміністративний центр — село Шиганак.
Населення — 2705 осіб (2021; 3053 у 2009, 2814 у 1999, 2785 у 1989).
Станом на 1989 рік існувала Чиганацька селищна рада (смт Чиганак, селище Бурубайтал), село Бурубайтал перебувало у складі Минаральської селищної ради. До 1999 року село Бурубайтал було передано до складу Чиганацької селищної адміністрації. 2013 року селищна адміністрація перетворена в сільський округ. 2019 року до складу округу було включено 0,33 км² земель державного земельного фонду.

## Склад
До складу округу входять такі населені пункти:
| Населений пункт              | Старі назви | Населення, осіб (1989) | Населення, осіб (1999) | Населення, осіб (2009) | Населення, осіб (2021) |
| ---------------------------- | ----------- | ---------------------- | ---------------------- | ---------------------- | ---------------------- |
| Бурубайтал, село             | -           | 256                    | 238                    | 315                    | 73                     |
| Бурубайтал, станційне селище | -           | 243                    | 264                    | 336                    | 132                    |
| Шиганак, село                | Чиганак     | 2286                   | 2312                   | 2402                   | 2500                   |